# Каскад тонов
Каскад(ы) тонов, тональный каскад, англ. Tone terracing — тип фонетического смещения, при котором высокий или средний тон (но не низкий тон) смещается в нижний регистр после определённых тонов. В результате тон может быть реализован при определённой высоте в течение краткого промежутка речи, затем смещается вниз и продолжается на новом уровне, затем снова смещается вниз вплоть до конца "просодического контура" (фразы или другого законченного фрагмента речи, объединённого общей просодической картиной). Графическое отображение смещения тонов напоминает террасы в китайском террасном земледелии (отсюда англ. Tone terracing), или каскад водопадов.
Таблица 1. Эффект каскада тонов в языке чви: серия средних тонов (первый тон может быть только высоким или низким).
| (начало диапазона) | слог 1 : | слог 2 : | слог 3 : | слог 4 |
| ------------------ | -------- | -------- | -------- | ------ |
| (высок.)           |          |          |          |        |
|                    |          |          |          |        |
| (сред.)            |          | сред.    |          |        |
|                    |          |          | сред.    |        |
|                    |          |          |          | сред.  |
| (низк.)            | низк.    |          |          |        |

Таблица 2. Эффект каскада тонов в языке чви в виде чередующихся серий высоких и средних тонов.
| (начало диапазона) | слог 1 : | слог 2 : | слог 3 : | слог 4: | слог 5 |
| ------------------ | -------- | -------- | -------- | ------- | ------ |
| (высок.)           | высок.   |          |          |         |        |
|                    |          |          |          |         |        |
| (сред.)            |          | сред.    | высок.   |         |        |
|                    |          |          |          | сред.   | высок. |
| (низк.)            |          |          |          |         |        |

Таблица 3. Эффект каскада тонов в языке чви в виде чередующихся серий высоких и низких тонов.
| (начало диапазона) | слог 1 : | слог 2 : | слог 3 : | слог 4: | слог 5: | слог 6 |
| ------------------ | -------- | -------- | -------- | ------- | ------- | ------ |
| (высок.)           | высок.   |          |          |         |         |        |
|                    |          |          | высок.   |         |         |        |
| (сред.)            |          |          |          |         |         | сред.  |
|                    |          | низк.    |          |         |         |        |
| (низк.)            |          |          |          | низк.   | низк.   |        |

Из таблиц 2 и 3 можно сделать вывод, что последовательности тонов высок.-низк.-высок. и высок.-сред.-высок. могут быть трудноразличимыми для человека, не являющегося носителем языка.